# Therioplectes tunicatus
Therioplectes tunicatus är en tvåvingeart som först beskrevs av Szilady 1927.  Therioplectes tunicatus ingår i släktet Therioplectes och familjen bromsar. Inga underarter finns listade i Catalogue of Life.